# Cala Ametller
La cala Ametller és una cala natural del municipi de Sant Feliu de Guíxols (Baix Empordà), situada en un espai natural protegit dins del Pla d'Espais d'Interès Natural de Catalunya (PEIN), en els penya-segats entre el port de Sant Feliu de Guíxols i la platja de Sant Pol. Orientada al sud-est, és una petita cala enclotada, amb diferents seccions secundàries rocalloses. El conjunt de la cala fa 300 m de llarg i 100 m d'ample, amb una mica de còdols i rocs al fons de la cala. S'hi accedeix per unes escales de pedra que neixen en el mateix camí de ronda. Ha obtingut els distintius de Qualitat EMAS i ISO 14001.